# LGM-30 Minuteman I
LGM-30 Minuteman I – pierwszy amerykański międzykontynentalny pocisk balistyczny (ICBM) na paliwo stałe. Minuteman I był pociskiem stacjonującym w podziemnych silosach, wyposażonym do przenoszenia w głowicę balistyczną Mark 5 z ładunkiem termojądrowym W59 o mocy 1,2 megatony.

## Geneza
Naukowa część Sił Powietrznych Stanów Zjednoczonych zainteresowana była rozwojem pocisków balistycznych napędzanych paliwem stałym od roku 1954, jednakże wczesne projekty napędu tego rodzaju paliwem nie były w stanie zapewnić mocy odpowiedniej do wystarczającego przyspieszenia pocisków z ciężkimi ładunkami oraz stwarzały problemy w zakresie kontroli. Z powodu jednak problemów wiążących się z napędem na paliwo ciekłe, kontynuowano prace badawcze nad nowym rodzajem napędu. Dzięki pracom Air Force Ballistic Missile Division, około roku 1957, udało się opracować projekt pocisku ICBM na paliwo stałe, o wystarczającej sile ciągu. W przeciwieństwie do drogich i delikatnych pocisków Atlas i Titan I na paliwo ciekłe, zaproponowano budowę mniejszych, trzystopniowych pocisków na paliwo stałe, które byłyby stosunkowo niedrogie w budowie i utrzymaniu, a także mogły być rozmieszczone w bezobsługowych silosach, elektronicznie połączonych z siecią położonych centralnie centrów kontroli startów.
Siły Powietrzne przyjęły początkowo nowy pocisk chłodno, kiedy jednak zaproponowano im opracowany przez US Navy pocisk Polaris, siły powietrzne szybko zaakceptowały ideę pocisku opartego na paliwie stałym, skutkiem czego - od roku 1958 program rozwoju pocisku Minuteman uległ znacznemu przyspieszeniu. Program ten szybko wszedł do fazy testów i już we wrześniu 1959 roku pierwszy stopień napędowy został przetestowany w locie, za pomocą startu z podziemnego silosu. Pierwszy test kompletnego trzystopniowego pocisku w locie, przeprowadzono w lutym 1961 roku. Pocisk który wystartował z centrum testowego w Cape Canaveral na Florydzie, zaprezentował wówczas doskonałe parametry lotne, co stało się przyczyną formalnego przyspieszenia programu rozwoju tego pocisku w marcu 1961 roku. Równocześnie z rozwojem programu Minuteman, Korpus Inżynieryjny US Army rozpoczął budowę standaryzowanych kompleksów startowych w bazie sił powietrznych Malmstrom AFB w stanie Montana. 22 października 1962 roku, Strategic Air Command podjęło decyzję o wprowadzeniu w stan dyżuru bojowego pierwszych 10 pocisków Minuteman I.

## Rozmieszczenie
| Skrzydło | Baza           | Eskadra | Służba    | Liczba pocisków |
| -------- | -------------- | ------- | --------- | --------------- |
| 341      | Malmstrom AFB  | 10*     | 1961 -    | 50 (MM2)        |
| 341      | Malmstrom AFB  | 12*     | 1962 -    | 50 (MM2)        |
| 341      | Malmstrom AFB  | 490*    | 1962 -    | 50 (MM2)        |
| 44       | Ellsworth AFB  | 66      | 1962 - 93 | 50 (MM2)        |
| 44       | Ellsworth AFB  | 67      | 1962 - 92 | 50 (MM2)        |
| 44       | Ellsworth AFB  | 68      | 1962 - 94 | 50 (MM2)        |
| 91 (455) | Minot AFB      | 740*    | 1962 -    | 50 (MM3)        |
| 91 (455) | Minot AFB      | 741*    | 1962 -    | 50 (MM3)        |
| 91 (455) | Minot AFB      | 742*    | 1963 -    | 50 (MM3)        |
| 90       | F.E. Waren AFB | 319*    | 1964 -    | 50 (MM3)        |
| 90       | F.E. Waren AFB | 320*    | 1963 -    | 50 (MM3)        |
| 90       | F.E. Waren AFB | 321*    | 1963 -    | 50 (MM3)        |
| 90       | F.E. Waren AFB | 400*    | 1964      | 50 (MM3)        |

* - jednostka aktywna (2004)
MM2 - zamienione na Minuteman II w latach 1968 - 70
MM3 - zamienione na Minuteman III w latach 1971 - 74